# Diplotaxis insignis
Diplotaxis insignis är en skalbaggsart som beskrevs av Leconte 1861. Diplotaxis insignis ingår i släktet Diplotaxis och familjen Melolonthidae. Inga underarter finns listade i Catalogue of Life.